# Richard Thomson
Richard Thomson – brytyjski aktor.
Znany przede wszystkim jako Derrick z filmu Piraci z Karaibów: Na nieznanych wodach oraz z roli Mala w serialu Lovesick.